# Broken Youth
Broken Youth è un brano musicale del gruppo musicale giapponese Nico Touches the Walls, pubblicato come loro terzo singolo il 13 agosto 2008. Il brano è incluso nell'album Who Are You?, primo lavoro della band. Il singolo ha raggiunto la trentaquattresima posizione della classifica Oricon dei singoli più venduti in Giappone.

## Tracce
CD Singolo
1. Broken Youth
2. Natsu no Yuki
3. GUERNICA

## Classifiche
| Classifica (2008) | Posizione più alta |
| ----------------- | ------------------ |
| Giappone (Oricon) | 34                 |